# Gépállomás

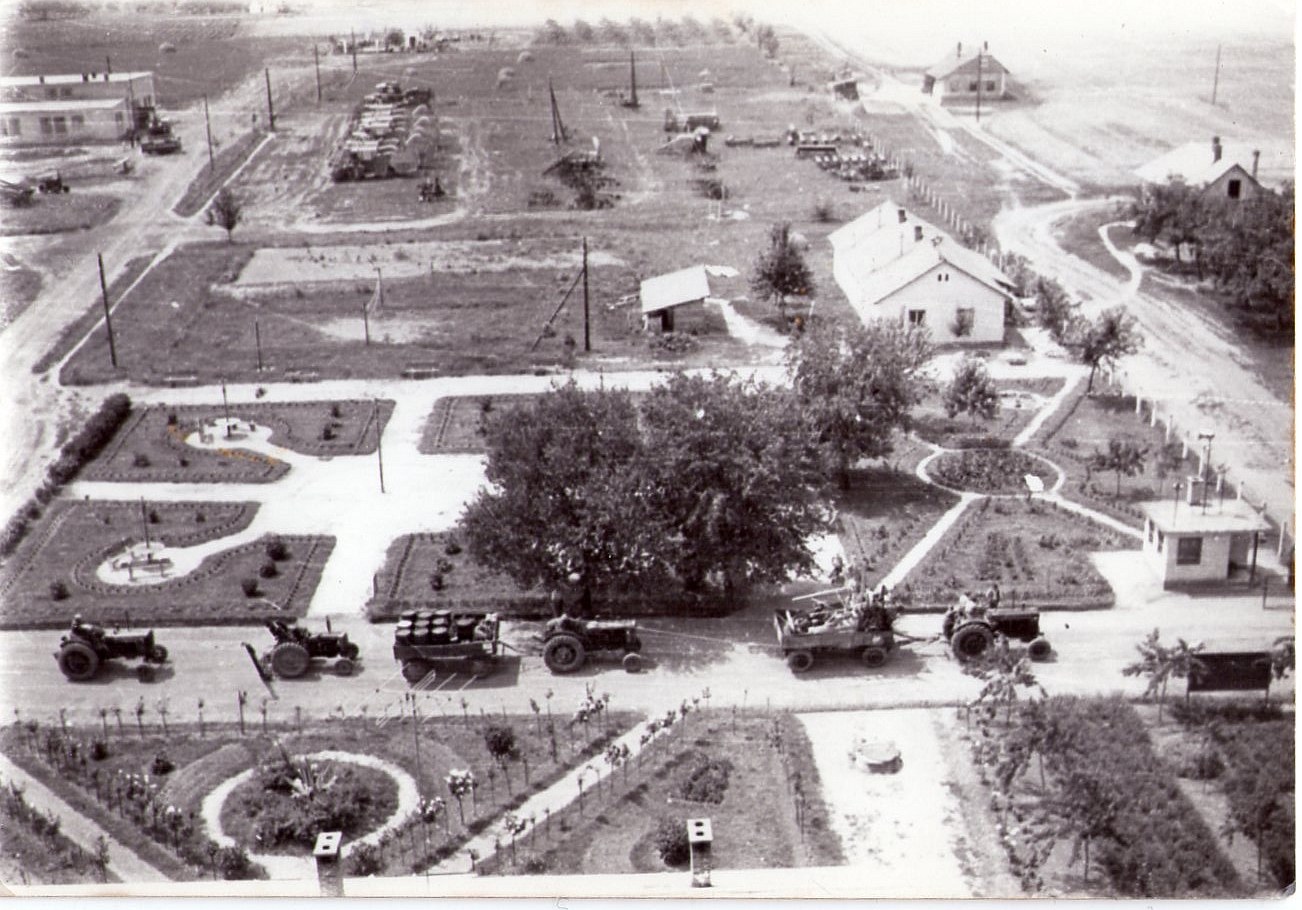
A nagykőrösi gépállomás 1961-ben

A gépállomás a szocialista országokban a 20. század közepén elterjedt állami vállalati forma volt a mezőgazdasági szektorban, amelynek elsődleges feladata a szántóföldi növénytermesztés szolgálatába állítható munkagépek üzemeltetése, a gépi munka elvégzése, emellett pedig a nagyüzemi mezőgazdaság technikai és részben szervezési-szakmai feltételeinek biztosítása, az agrárszektor tervgazdasági céljainak elérése volt. Magyarországon 1948 és 1965 között működött a később gépjavító állomásokká átszervezett üzemi forma, 1951-ben 368 gépállomás működött szerte az országban.

## Magyarországi története
Az első gépállomásokat a Szovjetunióban a kolhozmozgalom keretén belül létesítették 1927-ben, masinno-traktornaja sztancija (mашинно-тракторная станция) néven. A modellt innen vette át később a szocialista tábor többi országa. Bár az első magyarországi gépállomás már 1947. november 23-án megalakult a Bács-Bodrog vármegyei Kisszálláson, ez még szervezeti és vállalati kereteit illetően nem a később kiépült gépállomási hálózat része volt. Az állampárti hatalom kiépülésével és a magántulajdonban lévő munkagépek államosításával párhuzamosan 1948 áprilisában hozták létre a Földművelésügyi Minisztériumon belül az Állami Mezőgazdasági Gépüzemet. Szervezésében megindult a gépállomások tömeges létesítése, azzal az elsődleges céllal, hogy a gép- és tőkehiánnyal küszködő egyéni gazdálkodókat és a szervezés alatt álló termelőszövetkezeteket igény szerint mezőgazdasági gépekkel és gépi munkával ellássák, a gépparkot karbantartsák. Ebben azonban nem merült ki a feladatkörük. A gépállomásoktól elvárták, hogy agrotechnikai tanácsadással és szervezési iránymutatással fokozzák a termelést, támogassák a nagyüzemi gazdálkodás kifejlődését, a parasztságot pedig politikai-ideológiai téren felkészítsék „a mezőgazdaság szocialista átszervezésének” helyes módjára. Más szóval a gépállomásokat szánták a mezőgazdaságra vonatkozó állami tervgazdálkodás végrehajtóinak és a szövetkezeti mozgalom, a kollektivizálás levezénylőinek. E gazdasági-társadalmi feladatok jelentőségét jelzi, hogy az 1949-es alkotmány több passzusába is belevették a gépállomások szerepét, a honvédség és a vasúti szervezet mellett pedig az 1950-es évek elejétől a gépállomásoké volt a harmadik olyan országos hálózat, amelyben politikai osztályokat hoztak létre és politikai megbízottakat neveztek ki. A gépállomási dolgozóknak – agronómusoknak, traktorosoknak és gépkezelőknek – díszegyenruhájuk is volt.
| A magyarországi gépállomások számának és traktorállományának alakulása | A magyarországi gépállomások számának és traktorállományának alakulása | A magyarországi gépállomások számának és traktorállományának alakulása |
| Év                                                                     | Gépállomások                                                           | Traktorok                                                              |
| ---------------------------------------------------------------------- | ---------------------------------------------------------------------- | ---------------------------------------------------------------------- |
| 1948                                                                   | 110                                                                    | 1484                                                                   |
| 1949                                                                   | 221                                                                    | 3897                                                                   |
| 1950                                                                   | 361                                                                    | 6730                                                                   |
| 1951                                                                   | 368                                                                    | 8611                                                                   |
| 1952                                                                   | 364                                                                    | 9342                                                                   |
| 1953                                                                   | 364                                                                    | 9215                                                                   |

A szervezési erőfeszítések nagyságát jelzi, hogy alig egy évvel az üzemi forma bevezetése után, 1949 végére már 221 gépállomás működött az országban. A gépállomások gépei, traktorosai és munkagépkezelői végezték el szerződéses formában, pénz- vagy természetbeni díjfizetés ellenében a termelőszövetkezetek számára a mezőgazdasági munkák gépi részét. Központilag tarifarendszert állítottak fel a különböző munkákra (tarlóhántás, szántás, hengerezés, vetés, aratás, cséplés, szállítás stb.), amelynek díjtételei a domborzati és talajviszonyok függvényében is változtak. Egy számítás szerint 1951-ben a búzahozam értékének 25-30%-át a gépi munka kifizetése vitte el a termelőszövetkezeti kasszából, a gépállomások az egyéni gazdálkodóknak pedig még ennél is borsosabb áron végezték el a munkákat.
A gépállomások feladatául kirótt termelési tanácsadás és szervezési munka a gyakorlatban azt jelentette, hogy nem a termelőszövetkezeti vezetés, hanem a gépállományi kapacitás ismeretében és agronómusain, üzemgazdászain keresztül a gépállomás határozta meg, hogy a körzetéhez tartozó szövetkezetekben hol mit termeljenek. Az 1950-es évek végére országszerte megszervezett termelőszövetkezetek ugyan rendelkeztek csekélyke gépparkkal, de a mezőgazdasági és a járulékos gépi munkák tetemes részét a gépállomások végezték. A termelőszövetkezetek megfosztása önállóságuktól és a munkaszervezés szabadságától azonban a gazdaságátszervezési akarat érvényesítésén túlmenően kényszer is volt: a gépesítettség és termelési tapasztalat alacsony foka miatt a gépállomások alternatívája a termelőszövetkezetek számára a tagság kézi munkaereje volt, ami viszont lényegesen alacsonyabb terméshozamokat produkált. További szervezési feszültséget okozott az az 1950-ben meghozott földművelésügyi minisztériumi rendelet, amelynek értelmében a termelőszövetkezeteknek kellett biztosítaniuk minden gépállomási traktorhoz két-két munkagépkezelőt, akik a beosztott traktor mellett voltak kötelesek dolgozni akkor is, ha az nem az ő termelőszövetkezetükben végezte a munkát.
1956-ban megszüntették a termelőszövetkezetekbe kihelyezett gépállomási agronómusi rendszert, majd 1958-ban a fennmaradó termelési-politikai szervezési feladatokat is elvették a gépállomásoktól. A változás nyomában eleinte ígéretes növekedésnek indult a gépi munka mennyisége, a szervezés azonban továbbra is csak nagy nehézségekkel volt optimalizálható. Egy-egy gépállomás körzetébe akár 15-20 település is tartozhatott, valamennyi termelőszövetkezet és egyéni gazdálkodó munkaigényét nem tudták kielégíteni. Bár a gépállomások gépparkja egy évtized alatt jelentősen növekedett, e bővülés jóformán csupán az elöregedett, kiselejtezett traktorok pótlását fedezte, más munkagépek azonban csak mutatóban álltak rendelkezésre (kultivátorok, vetőgépek, betakarítógépek stb.). Még 1953-ban is a szövetkezeti földterületek 92,3%-án kézi erővel zajlott a kapálás, 72,3%-án pedig az aratás. A traktorok műszaki állapota is rohamosan romlott, miután a mezőgazdasági munkák idején akár napi 16-20 órán keresztül is munkában lehettek, karbantartásuk és munkakapacitásuk biztosítása nagy kihívást jelentett. A szövetkezetek ugyanakkor erősen függtek a gépállomás gépeinek rendelkezésre állásától, műszaki állapotától, a késedelmes betakarítás vagy egyéb szántóföldi munka csúszásával pedig nemritkán a terményben esett kár. Emellett jelentős időveszteséget és többletköltséget jelentett a gépállomástól nemritkán 15-20 kilométerre fekvő földterületek megközelítése is.
Ezért – ugyancsak szovjet mintára – 1962 és 1965 között lezajlott a gépállomások gépjavító állomásokká vagy gépipari termelőszövetkezetekké való átszervezése, ami a gyakorlatban azt jelentette, hogy az állami vezetés lehetővé tette és támogatta a termelőszövetkezeti gépvásárlást, így a gépállomások a mezőgazdaságigép-állományt a termelőszövetkezeteknek értékesítették, a továbbiakban pedig a gépek szervizelésével, nemritkán mérnöki fejlesztésével és összeszerelésével foglalkoztak.

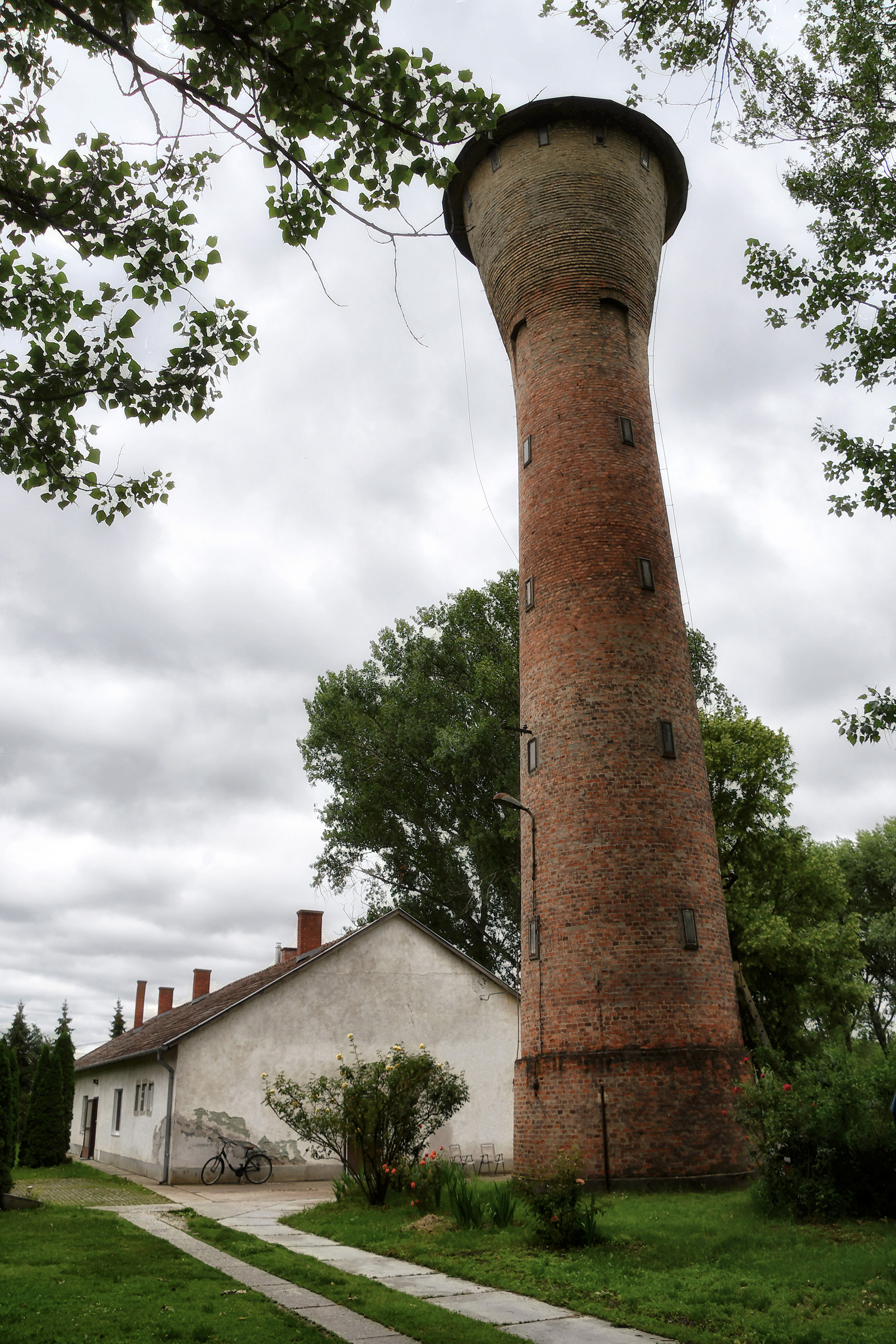
Az egykori abdai gépállomás munkáslakásai és víztornya

A gépállomás legfontosabb épületcsoportját a különféle tárolók alkották, vagyis azok a szabadtéri vagy fedett tárolóhelyek (színek, hangárok stb.), amelyekben az erőgépeket, mezőgazdasági gépeket, cséplőgépeket, elevátorokat elhelyezték. A javítóműhelyek szintén elterjedtek a gépállomásokon, a mezőgazdasági gépek általános szervizelésére alkalmas szerelőcsarnokokon túlmenően egy-egy gépállomáson működhettek kovács-, lakatos-, forgácsoló-, bognár- és asztalosüzemek is. Az igazgatási irodák mellett rendszerint közművekkel ellátott helyiségeket biztosítottak a gépállomáson dolgozók tisztálkodására, étkezésére is.